# Euphorbia tenuispinosa
Euphorbia tenuispinosa là một loài thực vật có hoa trong họ Đại kích. Loài này được Gilli mô tả khoa học đầu tiên năm 1974.